# Okręgowe rozgrywki w piłce nożnej woj. olsztyńskiego (1948/1949)
Drużyny z województwa olsztyńskiego występujące w ligach centralnych i makroregionalnych:
- I liga - brak
- II liga - brak

Rozgrywki okręgowe:
- Klasa A (III poziom rozgrywkowy)
- Klasa B - 2 grupy (IV poziom rozgrywkowy)
- Klasa C - 6 grup (V poziom rozgrywkowy)

W 1949 roku kluby przyjęły nazwy zrzeszeniowe: Gwardia, Kolejarz, Ogniwo, Włókniarz, Chemik, Metalowiec, Budowlani, Związkowiec, Spójnia, Sparta; potem Stal, Start, AZS i LZS. 

## Klasa A
| Poz. | Klub               | M | Pkt. |
| ---- | ------------------ | - | ---- |
| 1    | Kolejarz Olsztyn   | 8 | 12   |
| 2    | WKS Sokół Ostróda  | 8 | 11   |
| 3    | Spójnia Olsztyn    | 8 | 8    |
| 4    | Gwardia Olsztyn    | 8 | 7    |
| 5    | Szturm Mrągowo (b) | 8 | 6    |
| 6    | Pocisk Olsztyn     | 8 | 4    |

## Klasa B
- awansował Kolejarz Ostróda

## Klasa C
- 6 grup, 26 zespołów
- zwycięzcy grup: Gwardia Biskupiec, Unia Susz, Gwardia Braniewo, Kolejarz Olsztynek, Łuczanin Giżycko, ?
- pięciu zwycięzców grup wzięło udział w turnieju kwalifikacyjnym do klasy B (jeden - nieznany zespół - wycofał się), który trwał od 17 lipca do 18 września
- do klasy B awansowały cztery zespoły: Unia Susz, Gwardia Braniewo, Kolejarz Olsztynek i Łuczanin Giżycko